# Pordim (gmina)
Pordim (bułg. Община Пордим)  − gmina w północnej Bułgarii, w obwodzie Plewen.

## Miejscowości
Miejscowości wchodzące w skład gminy Pordim:
- Borisław (bułg.: Борислав),
- Kamenec (bułg.: Каменец),
- Katerica (bułg.: Катерица),
- Odyrne (bułg.: Одърне),
- Pordim (bułg.: Пордим) − siedziba gminy,
- Totleben (bułg.: Тотлебен),
- Wyłczitryn (bułg.: Вълчитрън),
- Zgalewo (bułg.: Згалево).